# Bike Arena Sauerland
Die Bike Arena Sauerland ist ein Radwegenetz im südlichen und östlichen Sauerland in den Kreisen Olpe, Hochsauerlandkreis sowie zum Teil Soest und Waldeck-Frankenberg. Das Netz wurde im Frühjahr 2001 eröffnet und umfasst über 40 Strecken mit etwa 1.700 km Gesamtlänge. Zu den Organisatoren zählt der Bike Arena Sauerland e. V. mit Sitz in Schmallenberg.
Die Strecken sind in unterschiedliche Schwierigkeitsgrade von leicht bis schwer und verschiedene Anforderungen an die Räder unterteilt (Mountainbikes, Rennräder, Trekking- und Cityräder). Zum großen Teil sind die Wege ausgeschildert. Ergänzend werden Karten und GPS-Daten zur Verfügung gestellt.
Startorte für die ausgeschilderten Touren sind (in Klammern: Anzahl der Touren):
| - Winterberg (8) - Medebach (4) - Hallenberg (2) - Olsberg (4) - Willingen (9) - Brilon (4) - Eslohe (4) | - Schmallenberg (1) - Meschede/Bestwig (1) - Rüthen (3) - Finnentrop (2) - Attendorn (1) - Sundern (1) - Marsberg (1) |

Zudem werden die Stadtgebiete von Arnsberg und Warstein durchquert.
Durch Kirchhundem, Lennestadt, Olpe, Drolshagen gibt es eine besondere Täler-Tour ohne festen Startpunkt, aber mit vielen Überschneidungen der Strecken.